# Нагорода Айвора Новелло
Нагорода Айвора Новелло (англ. Ivor Novello Awards) — щорічна нагорода для британських піснярів і композиторів, названа на честь Айвора Новелло (1893—1951), валлійського композитора, співака і актора. З часу її заснування в 1955 році Британською академією піснярів, композиторів і авторів (British Academy of Songwriters, Composers and Authors, BASCA) до 2009 року було вручено більше ніж 1000 статуеток нагороди. Нагорода Айвора Новело є єдиною нагородою, яка не залежить від видавців і компаній звукозапису та яку присуджує спільнота творців пісень. Церемонії нагородження відбуваються у травні щорічно.

## Категорії нагороди

### Щорічні нагороди
- Найкраща пісня (музика та текст)[en] (Best Song Musically and Lyrically)
- Найкраща сучасна пісня (Best Contemporary Song)
- Найкращий музичний альбом (Album Award)
- Найкраща музика до фільму (Best Original Film Score)
- Найкраща музика до телефільму (Best Television Soundtrack)
- Найкраща музика до відеогри (Best Original Video Game Score)

Серед найвідоміших нагороджених є:
- Лілі Аллен — англійська попспівачка;
- Bat For Lashes — британська співачка, авторка пісень;
- Браян Адамс — канадський рок-музикант, гітарист, автор і виконавець пісень;
- Бенні Андерссон — музичний продюсер, композитор-пісняр і співак;
- Річард Ешкрофт — британський співак, автор-виконавець, продюсер, композитор та гітарист;
- Атлет — британський інді-рок гурт;
- Ґері Барлоу — британський піаніст, композитор, музичний продюсер;
- Бейонсе — американська співачка в стилі ритм-енд-блюз;
- Блур — британський рок-гурт;
- Девід Бові — британський рок-музикант, співак, продюсер, аудіоінженер, композитор, актор;
- Кейт Буш — британська співачка, що працює на стику попмузики і року;
- Ерік Клептон — британський рок-музикант, командор ордена Британської імперії, лауреат кількох премій Ґреммі;
- Адам Клейтон — басист гурту U2;
- «Frankie Goes to Hollywood» — англійський попгурт, створений у Ліверпулі в 1980 році.